# Азур и Азмар
«Азур и Азмар» (фр. Azur et Asmar) — совместный франко-испанско-бельгийско-итальянский мультфильм 2006 года в жанре фэнтези. Это четвёртый из полнометражных мультфильмов режиссёра Мишеля Осело и первый, созданный в жанре 3-мерной анимации, хотя и нетипичной (сами по себе фигуры и пейзажи являются двумерными, однако накладываются друг на друга так, чтобы создавать впечатление перспективы). Сюжет мультфильма возник под впечатлением от «Тысячи и одной ночи», а также декоративного искусства Северной Африки и Персии.

## Характеристика
Осело описывает стиль анимации как отличный от своих предыдущих работ; по его словам, он сложился под влиянием нидерландских мастеров XV-XVI вв., таких как Жан Фуке, братья Лимбург и Ян ван Эйк, а также персидских сефевидских миниатюр того же периода.

## Язык
Хотя мультфильм снят на французском языке, часть героев говорят на классическом арабском языке без перевода — другие герои лишь отвечают на их реплики по-французски или комментируют их.

## Сюжет
В некотором западноевропейском средневековом замке кормилица-арабка Дженан воспитывает сына хозяина замка Азура вместе со своим сыном Азмаром. Азур — блондин с голубыми глазами (фр. azur — «лазурный»), Азмар имеет смуглую кожу и карие глаза. Дженан рассказывает им легенду о том, как фея джиннов в далёкой стране томится в хрустальной клетке, ожидая, когда храбрый принц освободит её из заточения и возьмёт в жёны, и о препятствиях, которые ждут их на пути. Когда Азур становится постарше, отец отправляет его учиться в город, а Дженан и Азмара выгоняет из дома без вещей.
Достигнув совершеннолетия, Азур на корабле отправляется искать фею джиннов. Волной его смывает и выбрасывает на берег, и к своему удивлению, он понимает язык местных обитателей — это язык его няни. Сам он изъясняется по-арабски с трудом, к тому же первых встречных пугают его голубые глаза, которые, по их мнению, свойственны только плохим людям. Поэтому Азур притворяется слепым.
Азура замечает нищий горбун Крапу. Когда-то в молодости Крапу сам добрался сюда из Европы, чтобы найти фею джиннов, но претерпел немало невзгод, и теперь прячет свои голубые глаза под тёмными очками. Крапу навязывает Азуру себя в качестве поводыря. На своих плечах Азур приносит Крапу в город, при этом в двух заброшенных храмах обнаруживает спрятанные ключи (сам Крапу тоже раньше искал их там же, но ничего не нашёл).
В конце концов, наткнувшись в самом буквальном смысле на множество препятствий из-за своей показной слепоты, Азур добирается до дома Дженан, которая стала женой богатого купца, вскоре овдовела, но успешно взяла в свои руки дела и приумножила богатства. Дженан радушно принимает его, но Азмар относится к нему враждебно. Тем не менее, няня добивается, чтобы они оба отправились вместе на поиски феи джиннов. Им помогают малолетняя принцесса Шамс-ус-Сабах («утреннее солнце»), которую они спасают от разбойников, и лекарь-еврей, когда-то бежавший из страны Азура в Аравию и помнящий его язык.
Преодолев препятствия, они добираются до феи джиннов. При этом сначала Азмар спасает Азура ценой тяжёлого ранения, а затем Азур вымаливает у феи его излечение. Но кто же из двоих станет её мужем? Ответ на этот вопрос оказывается нетривиальным.

## Музыка
Автором музыки является композитор ливанского происхождения Габриэль Яред, за исключением одной песни, которую написала и исполняет Афида Тахри. Автором слов и исполнителем «Темы Азура и Азмара» является Суад Масси.